# Jab

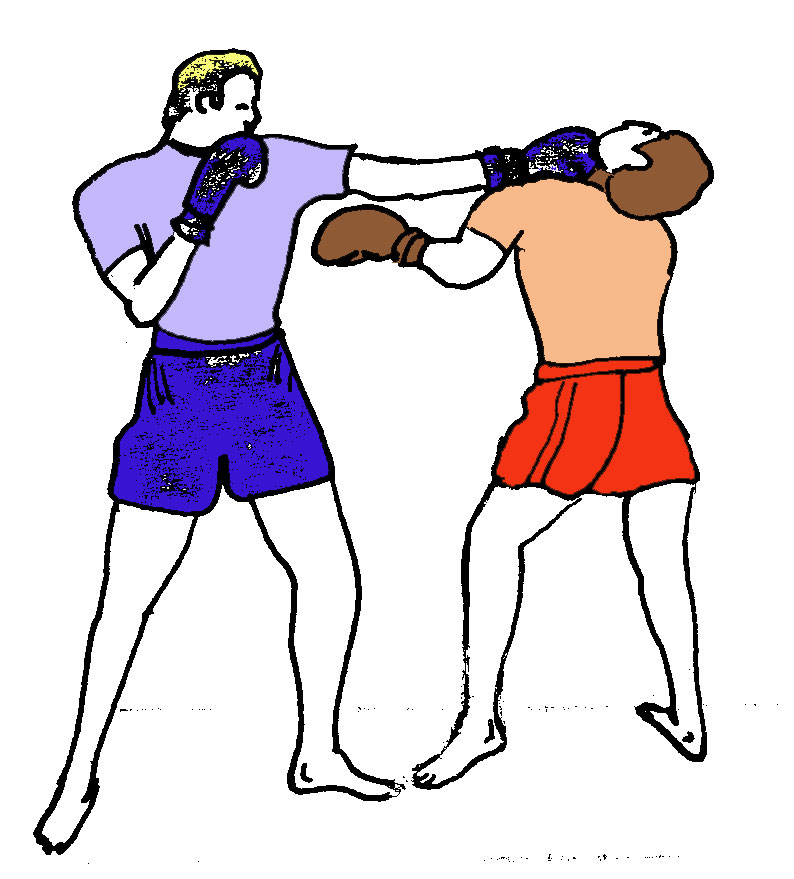
Exemplificação de um jab

O jab é um soco empregue nas artes marciais. Existem diversas variações de jab, contudo todas elas possuem características em comum. Com o braço dianteiro da posição base, o punho é impulsionado frontalmente até que todo o membro anterior se encontre completamente estendido. No momento do impacto, a pronação do punho é normalmente realizada com uma orientação horizontal, onde a palma da mão deve situar-se virada para o chão.

## Etimologia
A palavra jab foi usada pela primeira vez em 1825, para significar "empurra para um ponto". O termo é uma variante escocesa da palavra "job", que significa "golpear", "perfurar" ou "impulso".